# Есин, Сергей Александрович
Серге́й Алекса́ндрович Е́син (укр. Сергій Олександрович Єсін; род. 2 апреля 1975, Керчь, Крымская область) — украинский футболист, полузащитник, ныне помощник главного тренера клуба «Океан» Керчь.

## Биография
Выступал на позициях полузащитника и защитника.

### Карьера в сборной Украины
За сборную Украины сыграл 2 матча, оба в рамках отборочного цикла к чемпионату Европы 1996 со сборной Португалии. Первый 5 октября 1996 года (вышел на 56 минуте вместо Геннадия Зубова), второй 9 ноября (отыграл весь первый тайм).

### Тренерская карьера
29 апреля 2013 стал и. о. главного тренера ФК «Гелиос», а с 16 июня 2013 главным тренером клуба. 30 марта 2015 года подал в отставку, которая была принята.
С апреля 2015 года — тренер ФК «Океан» (Керчь). После возвращения в Крым принял российское гражданство.
С 7 марта 2016 года — главный тренер «Океана». 30 марта 2017 года был отправлен в отставку с поста главного тренера клуба, но остался в штабе нового главного тренера Олега Лещинского. В январе 2018 года после ухода Лещинского снова стал главным тренером «Океана». После назначения Спартака Жигулина 18 июня 2018 года главным тренером «Океана» Есин стал его помощником.

## Достижения
- Сыграл три минуты в одной игре[12] в чемпионском сезоне «Таврии» (1992)
- Финалист Кубка Украины: 1993/94
- Победитель первой лиги Украины: 2008/09
- Серебряный призёр первой лиги Украины: 2006/07
- Победитель второй лиги Украины: 2004/05
- Мастер спорта Украины по футболу 1994[13]
- По версии сайта Football.ua под номером 9 вошёл в 50 лучших игроков «Таврии».[14]

## Награды и звания
- Заслуженный работник физической культуры и спорта Автономной Республики Крым (26 июня 2012) — За значительный личный вклад в развитие профессионального и любительского футбола, активную работу по воспитанию подрастающего поколения, популяризацию здорового образа жизни и в связи с 20-летием со дня образования Федерации футбола Украины[15]